# هنری هوبین
هنری هوبین (انگلیسی: Henry Hoobin؛ ۱۵ فوریه ۱۸۷۹ – ۲۰ ژوئیه ۱۹۲۱) بازیکن لاکراس اهل کانادا بود.